# جبل فم الحليق
يقع جبل فم الحليق أو جبل دريد في السلسلة الجبلية للأطلس التلي بمدينة عين البرج التابعة لولاية أم البواقي ويبلغ ارتفاعه حوالي 1200 متر علي سطح البحر، ويوجد علي سفحه سهل البحايرة الطويلة وهو سهل جد خصب.
يعبر هذا الجبل طريق تعد الممر الوحيد بين هذه الجبال، وهذا الممر الضيق يطلق عليه سكان المنطقة اسم فم الحليق لان هذه الجبال تشبه السلسلة ويعتبر هذا الممر الحلقة المفقودة في هذه السلسلة